# Tylonotus bimaculatum
Tylonotus bimaculatum is een keversoort uit de familie boktorren (Cerambycidae). De wetenschappelijke naam van de soort is voor het eerst geldig gepubliceerd in 1847 door Haldeman.